# 栄町 (相模原市)
栄町（さかえちょう）は、神奈川県相模原市南区の町名。丁目の設定のない単独町名である。住居表示実施済区域。

## 地理
南区の中央部に位置し、北東に相模大野、南東に豊町、南西に上鶴間、北西に御園と接している。

## 世帯数と人口
2020年（令和2年）10月1日現在（国勢調査）の世帯数と人口（総務省調べ）は以下の通りである。
| 町丁 | 世帯数  | 人口    |
| ---- | ------- | ------- |
| 栄町 | 756世帯 | 1,507人 |

### 人口の変遷
国勢調査による人口の推移。
| 年                 | 人口  |
| ------------------ | ----- |
| 1995年（平成7年）  | 1,569 |
| 2000年（平成12年） | 1,607 |
| 2005年（平成17年） | 1,534 |
| 2010年（平成22年） | 1,536 |
| 2015年（平成27年） | 1,538 |
| 2020年（令和2年）  | 1,507 |

### 世帯数の変遷
国勢調査による世帯数の推移。
| 年                 | 世帯数 |
| ------------------ | ------ |
| 1995年（平成7年）  | 682    |
| 2000年（平成12年） | 731    |
| 2005年（平成17年） | 718    |
| 2010年（平成22年） | 785    |
| 2015年（平成27年） | 789    |
| 2020年（令和2年）  | 756    |

## 学区
市立小・中学校に通う場合、学区は以下の通りとなる（2023年5月時点）。
- 番・番地等 : 全域
  - 小学校 : 相模原市立谷口台小学校
  - 中学校 : 相模原市立大野南中学校

## 事業所
2021年（令和3年）現在の経済センサス調査による事業所数と従業員数は以下の通りである。
| 町丁 | 事業所数 | 従業員数 |
| ---- | -------- | -------- |
| 栄町 | 12事業所 | 64人     |

### 事業者数の変遷
経済センサスによる事業所数の推移。
| 年                 | 事業者数 |
| ------------------ | -------- |
| 2016年（平成28年） | 22       |
| 2021年（令和3年）  | 12       |

### 従業員数の変遷
経済センサスによる従業員数の推移。
| 年                 | 従業員数 |
| ------------------ | -------- |
| 2016年（平成28年） | 93       |
| 2021年（令和3年）  | 64       |

## その他

### 日本郵便
- 郵便番号 : 252-0306[3]（集配局 : 座間郵便局[14]）。